# یاناکافی
یاناکافی (به لاتین: Ianakafy) یک منطقهٔ مسکونی در ماداگاسکار است که در بتروکا واقع شده‌است. یاناکافی ۵٬۰۰۰ نفر جمعیت دارد و ۵۶۲ متر بالاتر از سطح دریا واقع شده‌است.